# Кош-Булак
Кош-Булак (кирг. Кош-Булак) — село в Тогуз-Тороуском районе Джалал-Абадской области Кыргызстана. Входит в состав Тогуз-Тороуского айылного аймака.

## География
Село расположено в восточной части области, в высокогорной зоне, к северу от реки Нарын, на расстоянии приблизительно 29 километров (по прямой) к северо-востоку от села Казарман, административного центра района. Абсолютная высота — 1946 метров над уровнем моря.

## Население
Согласно оценочным данным Национального статистического комитета Кыргызской Республики, численность населения села на начало 2023 года составляла 555 человек.
| год     | 2009 | 2014 | 2015 | 2020 | 2021 | 2023 |
| ------- | ---- | ---- | ---- | ---- | ---- | ---- |
| человек | 491  | 532  | 483  | 518  | 517  | 555  |